# Марковское свойство
Марковское свойство — в теории вероятностей и статистике термин, который относится к памяти случайного процесса. Это свойство было названо в честь русского математика Андрея Маркова.
Стохастический процесс обладает марковским свойством, если условное распределение вероятностей будущих состояний процесса зависит только от нынешнего состояния, а не от последовательности событий, которые предшествовали этому. Процесс, обладающий этим свойством, называется марковским процессом. Термин «строго марковское свойство» похож на «марковское свойство», за исключением того, что понятие «настоящего состояния процесса» заменяется на марковский момент времени. Оба термина, «марковское свойство» и «строго марковское свойство» были использованы в связи с особым свойством экспоненциального распределения — «отсутствием памяти».
Для процессов с дискретным временем с марковским свойством, см. цепь Маркова.